# Maymena delicata
Maymena delicata är en spindelart som beskrevs av Willis J. Gertsch 1971. Maymena delicata ingår i släktet Maymena och familjen Mysmenidae. Inga underarter finns listade i Catalogue of Life.